# Amytornis
Amytornis (Grassluipers) is een geslacht van zangvogels uit de familie Maluridae (elfjes).

## Soorten
Het geslacht kent de volgende soorten:
- Amytornis ballarae – Kalkadoongrassluiper
- Amytornis barbatus – Harlekijngrassluiper
- Amytornis dorotheae – Dorothy's grassluiper
- Amytornis goyderi – Eyremeergrassluiper
- Amytornis housei – Zwarte grassluiper
- Amytornis merrotsyi – Kortstaartgrassluiper
- Amytornis modestus – Oostelijke grassluiper
- Amytornis oweni – Duingrassluiper
- Amytornis purnelli – Bruine grassluiper
- Amytornis rowleyi – Opaltongrassluiper
- Amytornis striatus – Witkeelgrassluiper
- Amytornis textilis – Westelijke grassluiper
- Amytornis whitei – Pilbaragrassluiper
- Amytornis woodwardi – Zwartwitte grassluiper